# Rewolucja abbasydzka
Treść tego artykułu od 2017-06 może nie być zgodna z zasadami neutralnego punktu widzenia,
ponieważ najważniejszą konsekwencją rewolucji miałoby być niedojście szyitów (a właściwie imamitów) do władzy, co oznacza że z góry przyjęto konfesyjną perspektywę iż ta władza im się należała; pisanie o losach kolejnych imamów imamitów pod rządami Abbasydów tak, jakby by to były najważniejsze konsekwencje rewolucji.
 Po wyeliminowaniu niedoskonałości należy usunąć szablon {{Dopracować}} z tego artykułu.
Rewolucja abbasydzka – okres w historii islamu w latach 746–750, w którym doszło do głębokich zmian polityczno-społecznych i obalenia dynastii Umajjadów.

## Geneza i przyczyny

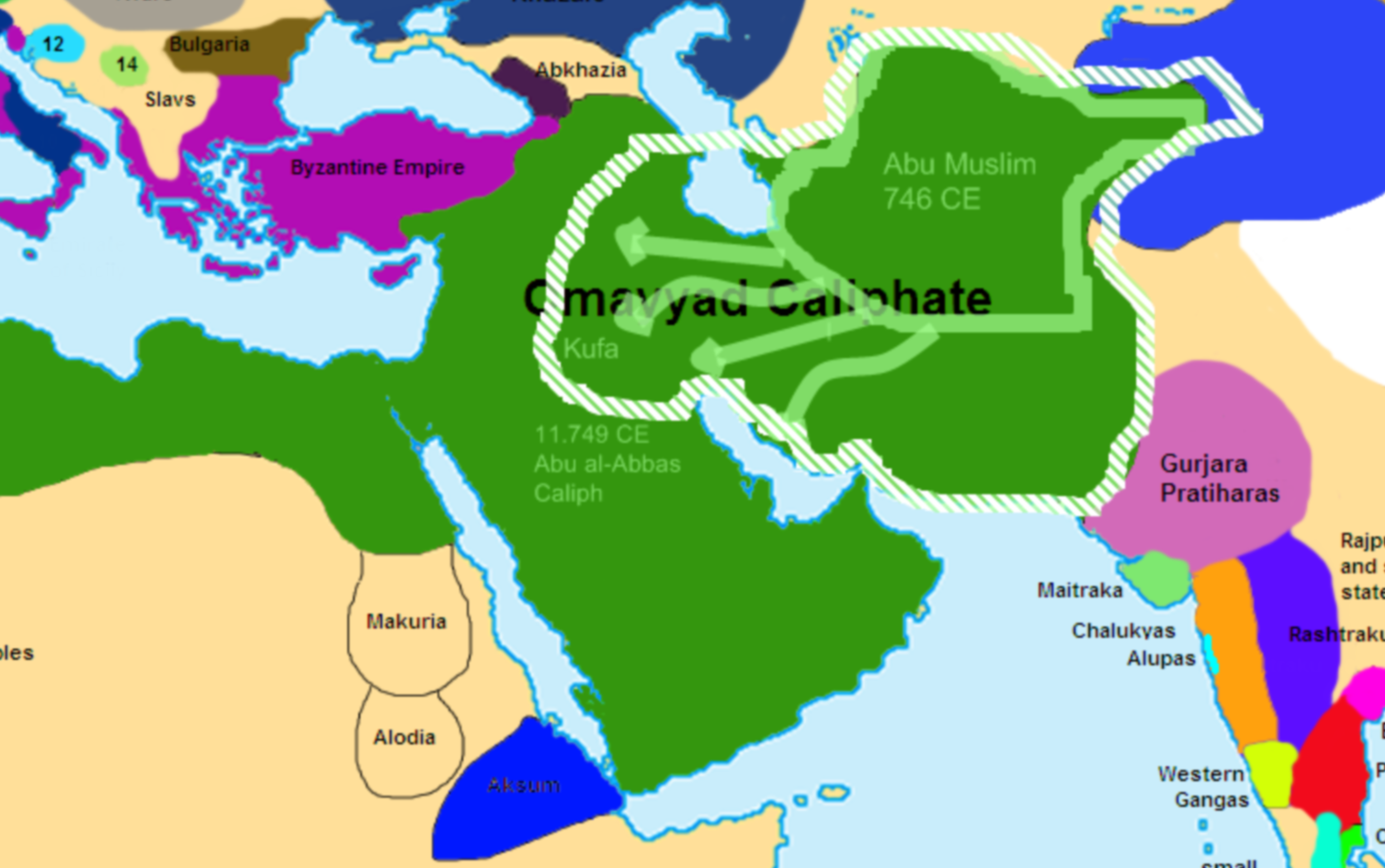
W 746 roku, na terenie Iranu wybuchło abbasydzkie powstanie na czele którego stał Abu Muslim al-Churasani

Od samego początku kalifatem, którego założycielem był Mu’awija I, wstrząsały wewnętrzne niepokoje. Umajjadzi pacyfikowali kolejne powstania szyickie, których celem było przejęcie władzy dla Alidów; potomków Alego i jego żony Fatimy. Innym zagrożeniem były rebelie charydżystów; radykalnych muzułmanów, którzy uważali, iż grzech równa się automatycznej apostazji, czego wynikiem było postrzeganie przez nich rządzącego kalifatu jako bezbożnego.
Poparcie dla zbrojnej rewolucji anty-umajjadzkiej było rozpowszechnione pośród wszystkich warstw społecznych, klasowych i religijnych. Muzułmanie szyiccy zagrzewali ludzi do oporu przeciwko kalifatowi, oskarżając go o śmierć rodziny Mahometa; Hasana, Husajna, Alego i Muhammada, a także przypominając im o śmierci wnuka Mahometa w bitwie pod Karbalą z rąk drugiego kalifa Umajjadów, Jazida. Kolektywna pamięć o męczeństwie Husajna była szeroko wykorzystywana do skonsolidowania frontu anty-umajjadzkiego ze strony Abbasydów.
Rozczarowanie rządami Umajjadów wyrażali niemuzułmańscy mieszkańcy kalifatu - m.in. chrześcijańscy Koptowie w Egipcie, a także muzułmanie sunniccy niebędący etnicznymi Arabami; głównie zamieszkujący tereny Iranu, czy północnoafrykańscy Berberowie. Jako iż Umajjadzi postrzegali islam jako własność arystokratycznych rodzin arabskich, kalifat przyjął postawę arabo-centryczną faworyzując muzułmanów arabskich, jednocześnie traktując innych współwyznawców jako obywateli drugiej kategorii. Arabowie zajmowali kluczowe stanowiska w państwie dominując biurokrację i siły zbrojne, a na terenach, gdzie stanowili etniczną mniejszość, zamieszkiwali w umocnionych miastach-twierdzach poza zasięgiem lokalnej społeczności. Pod panowaniem Umajjadów przejście na islam nie gwarantowało podbitym ludom nie-arabskim zmiany ich statusu na islamski, które nawet po konwersji zmuszone były płacić podatek dla innowierców,  dżizja. Ze względu na fakt, iż od momentu podboju przez Arabów ludy perskie poddawane były przymusowej arabizacji i islamizacji, opór wobec władzy Umajjadów na terenie Iranu miał długą historię. Pod groźbą przemocy, Al-Hadżdżadż ibn Jusuf zabronił używać języka perskiego. Małżeństwa między etnicznymi Arabami a innymi ludami były rzadkie. Umajjadzi do tego stopnia eksponowali arabską wyższość etniczną, iż nie-Arabom zabroniono nosić arabskie stroje. W 741 roku, kalif Jazid ibn Abd al-Malik zabronił nie-muzułmanom pracować w administracji państwowej.

## Następstwa
Pomimo faktu, iż szyici byli naczelną siłą w rewolucji abbasydzkiej, po jej zwycięstwie poddani zostali intensywnym prześladowaniom ze strony nowych kalifów, którzy postanowili utrwalić legitymizację władzy w duchu nauk sunnickich. Abbasydzi formalnie działali na rzecz przywrócenia władzy rodu Proroka, Haszymitów, tym samym przyciągając do siebie Alidów, jednak po zwycięstwie nad Umajjadami okazało się, że potomkowie Abbasa nie kwapią się do oddania władzy Alidzkiej gałęzi rodu. Tym samym Alidzi znaleźli się w opozycji także w stosunku do Abbasydów. Szyici oskarżają Abbasydów o dalsze prześladowania potomków Mahometa; Dżafar as-Sadik otruty z rozkazu kalifa Al-Mansura, Musa al-Kazim z rozkazu Harun ar-Raszida, Ali ar-Rida otruty za panowania Al-Mamuna, Mahomet al-Dżawad otruty przez Al-Mutasima, Hasan al-Askari otruty z rozkazu kalifa Al-Mu’tamida. Pięć lat po rewolucji, Abu Muslim al-Churasani został stracony z rozkazu kalifa Al-Mansura. Jego popularność, a także brutalne rządy kalifa, doprowadziły do anty-abbasydzkich powstań na terytorium Chorasanu i Kurdystanu.
Obaleni Umajjadzi przetrwali w postaci emiratu, następnie przekształconego w kalifat Kordoby.